# Glaucopsyche oro
Glaucopsyche oro är en fjärilsart som beskrevs av Samuel Hubbard Scudder 1876. Glaucopsyche oro ingår i släktet Glaucopsyche och familjen juvelvingar. Inga underarter finns listade i Catalogue of Life.